# Reflections (single van The Supremes)
Reflections is een hitsingle van de Amerikaanse meidengroep The Supremes. Vanaf dit nummer was de officiële naam voor de groep Diana Ross & The Supremes. Het liedje onderbrak de reeks van nummer 1-hits op rij uit 1966/1967 (You Can't Hurry Love, You Keep Me Hangin' On, Love Is Here And Now You're Gone en The Happening). In de Verenigde Staten en Canada behaalde Reflections  de tweede positie en in het Verenigd Koninkrijk de zesde. Alhoewel het nummer het in Nederland niet zo goed deed als elders, haalde het wel de top 25, met als hoogste positie een 24e plaats. Bij een heruitgave in 1989 behaalde Reflections de derde plaats in de Nederlandse Top 40.
Tijdens de release van Reflections werd een van The Supremes, Florence Ballard, ontslagen en vervangen door Cindy Birdsong. Bij de opname van het nummer was ze nog wel lid van de groep en dus zingt ze mee op de single. Ook de schrijvers Brian Holland, Lamont Dozier en Eddie Holland verlieten rond deze tijd het platenlabel Motown. Dit was dan ook een van de laatste HDH-nummers van The Supremes. Pas in 1975-76 schreven zij opnieuw enkele nummers voor de Supremes, inmiddels zonder Diana Ross.
"Reflections" is een van de belangrijkste voorbeelden van psychedelic soul, een subgenre van soul met daarin psychedelic rock vermengd. Andere voorbeelden zijn Bernadette van The Four Tops (althans latere versies), War van Edwin Starr en Cloud Nine van The Temptations.
Reflections was ook de titelmuziek van de Amerikaanse televisieserie China Beach. Het is gecoverd door drie andere Motown-groepen: The Four Tops (als tweede track van hun album Still Waters Run Deep), de Jackson 5 en The Temptations.

## Bezetting
- Lead: Diana Ross
- Achtergrondzangeressen: Florence Ballard en Mary Wilson
- Instrumentatie: The Funk Brothers
- Schrijvers: Holland-Dozier-Holland
- Producers: Brian Holland en Lamont Dozier

## NPO Radio 2 Top 2000
| Nummer met noteringen in de NPO Radio 2 Top 2000 | '99  | '00 | '01  | '02  | '03  | '04  | '05  | '06  | '07 | '08  | '09-'17 | '18  |
| ------------------------------------------------ | ---- | --- | ---- | ---- | ---- | ---- | ---- | ---- | --- | ---- | ------- | ---- |
| Reflections                                      | 1134 | -   | 1656 | 1590 | 1896 | 1944 | 1998 | 1988 | -   | 1976 | -       | 1760 |

1. ↑  Een '-' betekent dat het nummer niet was genoteerd en een vetgedrukt getal geeft de hoogste notering aan.
2. ↑  Deze tabel is bijgewerkt tot en met de laatste editie (2024).